# Francesc Frexes
Francesc Frexes va ser un principal mestre de capella i organista que regien els magisteris de la catedral de Catalunya entre els segles xviii i xix.
Va ser mestre de capella el 1756.